# Achada

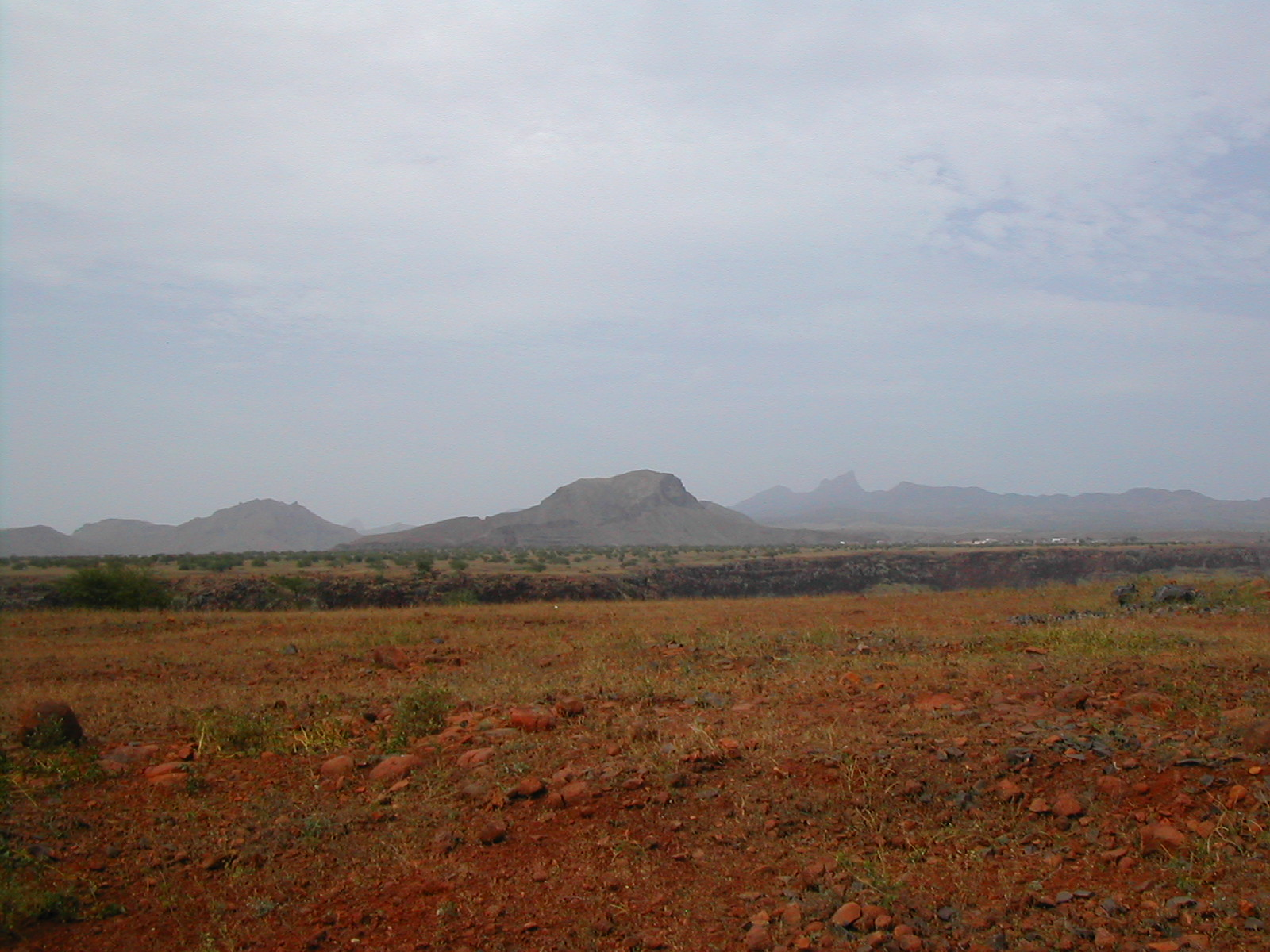
Achada a norte da Cidade Velha, ilha de Santiago, Cabo Verde

Achada é a designação dada a uma pequena chã ou planalto, geralmente situada entre terrenos acidentados, ou encostada a estes, como  flancos de uma montanha as vertentes de um vale.
As achadas são geralmente formadas quando a lava escorrida de um vulcão entra em contacto com a água do mar, formando assim um planalto numa zona costeira. Por vezes, esses planaltos originariamente extensos, subdividem-se em vários outros, quando a acção erosiva de cursos de água cria vales que separam as novas achadas assim formadas.
Documentam-se igualmente os arcaísmos chada e chaada designando o mesmo tipo de acidente. Segundo a Infopédia, o termo derivaria do latim aplanāta-, por applanāta-, particípio passado feminino de applanāre, significando aplanar, que compartilha a origem da palavra "chã".
É a origem de muitos topónimos do arquipélago na Macaronésia, por semelhança orográfica desses lugares com o acidente a que se refere o termo. No entanto, a ausência dessa palavra em topónimos atribuídos mais recentemente, deixa especular que a palavra achada caiu em desuso na língua portuguesa, talvez no século XVIII.